# Кирил Васіль
Кири́л (Кірі́л, Цирі́л) Васі́ль, ТІ (словац. Cyril Vasiľ), (нар. 10 квітня 1965, Кошиці) — словацький католицький архієпископ, секретар Конгрегації Східних Церков (2009—2020), єзуїт. Єпарх Кошицький Словацької греко-католицької церкви з 24 червня 2021 року.

## Біографія
Народився в сім'ї словацького греко-католицького священника. З 1982 по 1987 рік вивчав філософію і богослов'я на богословському факультеті святих Кирила і Мефодія університету Коменського в Братиславі. 14 червня 1987 року отримав таїнство священства з рук єпископа Крижевецького Славомира Мікловша. Належав до Пряшівської греко-католицької єпархії.
У 1989 році здобув ліценціат зі східного канонічного права в Папському східному інституті в Римі. 15 жовтня 1990 року вступив до Товариства Ісусового і в 2001 році склав останні монаші обіти. У 1994 році в Папському східному інституті отримав ступінь доктора східного канонічного права.
У 2002 році Кирил Васіль став деканом факультету канонічного права Папського східного інституту і його проректором. У 2007 році призначений ректором цього навчального закладу. Був професором Папського Григоріанського університету, а також богословських факультетів Братиславського і Трнавського університетів.
7 травня 2009 року Папа Римський Бенедикт XVI призначив Кирила Васіля секретарем Конгрегації Східних Церков з титулом архієпископа Птолемаїди в Лівії. Єпископська хіротонія відбулася 14 червня 2009 року в папській базиліці Санта Марія Маджоре. Головним святителем був єпископ-емерит Крижевецький Славомир Мікловш, а співсвятителями — митрополит Пряшівський Ян Баб'як, ТІ, і єпископ Кошицький Мілан Хаутур, ЧНІ. У хіротонії взяли участь також численні єпископи УГКЦ.
Архієпископ Кирил Васіль є радником Конгрегації Доктрини Віри, Папської ради в справах душпастирства мігрантів і подорожуючих, Папської ради зі сприяння єдності християн (з 2010). Крім того, він був призначений консультантом-експертом загального Синоду Єпископів, присвяченого Таїнству Євхаристії, що відбувся у 2005 році. З 29 січня 2011 року архієпископ Кирил Васіль є членом Папської ради з пастирської турботи про мігрантів і подорожуючих.
Крім словацької, він знає латинську, італійську, англійську, російську, українську, французьку, німецьку, іспанську, грецьку та церковнослов'янську мови.
Васіль є автором численних книг і статей. Був співробітником Ватиканського радіо.
20 січня 2020 року Папа Франциск призначив владику Кирила Васіля Апостольським Адміністратором sede plena Кошицької єпархії Греко-Католицької Церкви Словаччини.
24 червня 2021 року Папа Франциск прийняв зречення з пастирського уряду, подане владикою Міланом Хаутуром, ЗНІ, єпархом Кошицьким для католиків візантійського обряду в Словаччині, а новим єпархом призначив владику Кирила Васіля, зберігаючи за ним персональний титул архієпископа.

## Архієпископ Васіль і скаутинг
Як учень єзуїтського священика Івана Жужека, який велику частину свого життя присвятив душпастирству католицьких скаутів, священик Кирил Васіль також став скаутським капеланом у Римській дієцезії.
Протягом трьох років він був федеральним капеланом Католицького Скаутства Європи. Спричинився до заснування і розвитку словацької асоціації цієї скаутської організації.
У промові під час своєї єпископської хіротонії, на якій була присутня велика група скаутів, зазначив про свій тісний зв'язок із цією організацією. Деякі елементи його єпископського герба (включно з девізом лат. Parati semper — Готові завжди) також вказують на цей зв'язок.